# 吴泽献
吴泽献（1952年8月—），男，江苏人，中华人民共和国政治人物、外交官。

## 生平
1978年，进入中华人民共和国外交部工作，先后在驻法国大使馆、外交部西欧司任职，期间曾在法国国家行政学院学习一年，后任外交部西欧司参赞。2003年，任驻法国大使馆参赞。2007年3月，出任中华人民共和国驻刚果民主共和国大使。2011年1月，出任中华人民共和国驻黎巴嫩大使。2013年3月，自驻黎巴嫩大使离任。

## 家庭
已婚，有一女。